# Wu Tao
Wu Tao (chin. upr. 吴涛, chin. trad. 吳濤, pinyin Wú Tāo; ur. 3 października 1983 w Liaoning) – chiński lekkoatleta, dyskobol.

## Osiągnięcia
- złoty medal mistrzostw świata juniorów (Kingston 2002)
- złoto igrzysk azjatyckich (Pusan 2002)
- złoty medal Uniwersjady (Daegu 2003)
- złoto mistrzostw Azji (Manila 2003)
- brązowy medal mistrzostw Azji (Guangdong 2009)

W 2004 Wu reprezentował swój kraj na igrzyskach olimpijskich w Atenach, 19. lokata w eliminacjach nie dała mu awansu do finału.

## Rekordy życiowe
- rzut dyskiem - 64.28 (2005)
- rzut dyskiem (1.750 kg) - 64.51 (2002) juniorski rekord Azji